# Egbert Belcredi

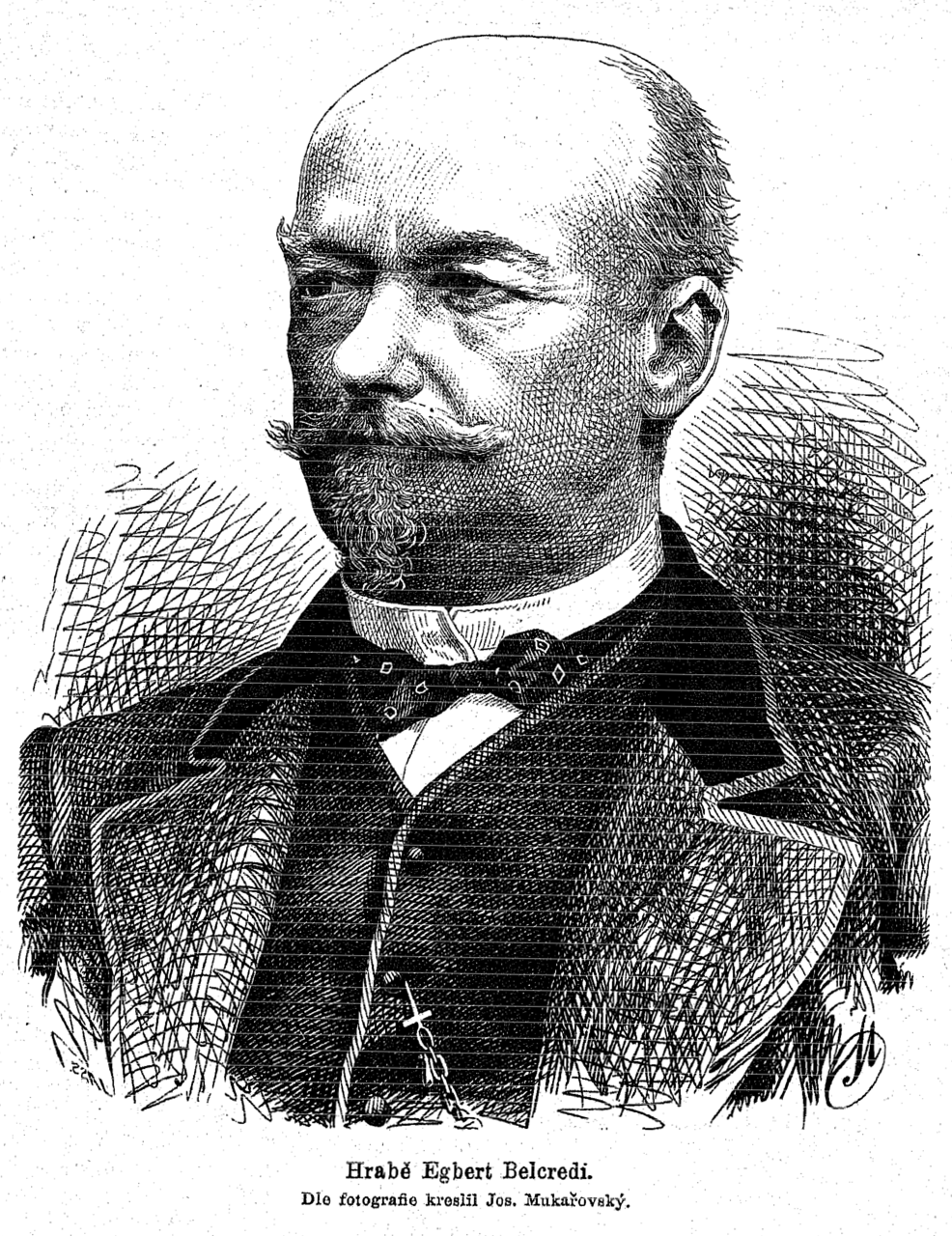
Egbert Belcredi

Egbert Graf Belcredi (* 2. September 1816 in Ingrowitz, Mähren, Österreich-Ungarn; † 11. Oktober 1894 in Lösch bei Brünn) war ein österreichischer Offizier (k.k. Rittmeister), Mitglied des Abgeordnetenhauses des österreichischen Reichsrats und tschechischer Patriot. Belcredi war Großgrundbesitzer und Fideikommissherr in Mähren. Er besaß die Herrschaften Lösch / Líšeň bei Brünn, heute Stadtteil der mährischen Hauptstadt, und Ingrowitz / Jimramov (beide Schlösser kamen nach 1989 wieder in Belcredi-Besitz) sowie Bosenitz / Tvarožná.

## Herkunft
Die Familie Belcredi stammte aus der Lombardei und wurde 1769 von Maria Theresia in den erbländischen böhmischen Adelsstand erhoben. Seine Eltern waren der Graf Eduard Belcredi (* 16. Juli 1786; † 5. September 1838) und dessen Ehefrau die Gräfin Maria von Fünfkirchen (1790–1860). Er hatte zwei Schwestern und zwei Brüder, darunter Richard Belcredi (1823–1902), 1865–1867 Spitzenpolitiker im Kaisertum Österreich.

## Leben und Wirken
Egbert Belcredi war entschiedener Verfechter des böhmischen Staatsrechts, das in Cisleithanien von der gesamtstaatlichen Gesetzgebung völlig überlagert wurde, weil die Deutschböhmen und Deutschmährer im Bündnis mit den anderen Deutschen der westlichen Reichshälfte Österreich-Ungarns dagegen waren, die Länder der böhmischen Krone von der Gesetzgebung in Wien loszulösen.
Er war einer der einflussreichsten konservativen Politiker Mährens in der zweiten Hälfte des 19. Jahrhunderts. Bereits im späten Vormärz  gehörte er der ständischen Opposition an und stand in engem Kontakt zu seinem Cousin Freiherr Viktor Franz von Andrian-Werburg. Er war Mitglied der mährischen Stände und des mährischen Landtags im Jahr 1848 und wiederum von 1861 bis zu seinem Tod 1894. Von 1868 bis 1894 leitete er als Präsident die Matice moravská, eine bedeutende wissenschaftliche Vereinigung.
1860 zählte Egbert Belcredi zu den Gründern und Miteigentümern der Wiener konservativen Tageszeitung Das Vaterland – Zeitung für die österreichische Monarchie, deren Oberleitung er von 1888 bis zu seinem Tod innehatte. 1877 wirkte er als Präsident des ersten allgemeinen österreichischen Katholikentags in Wien. Von 1879 bis 1891, in der Zeit vor der Einführung des allgemeinen und gleichen Männerwahlrechts, war Belcredi nach Kurienwahlrecht Reichsratsabgeordneter für den mährischen Großgrundbesitz.
Belcredi schrieb Tagebücher, die in den 1970er Jahren vom Brünner Historiker Antonín Okač transkribiert wurden und derzeit von der um 1900 gegründeten Kommission für Neuere Geschichte Österreichs unter der Leitung von Lothar Höbelt ediert werden.
Er war Ehrenmitglied der katholischen Studentenverbindung KÖStV Austria Wien.

## Familie
Belcredi heiratete am 7. März 1848 die Gräfin Christiane von Nostitz und Rokitnitz (* 13. Oktober 1820; † 12. Januar 1877). Die Ehe blieb kinderlos.